# Tour della nazionale maschile di rugby a 15 dell'Italia 2009
Nel giugno 2009 la nazionale italiana di rugby intraprese un tour in Australasia, con destinazione i Paesi di Australia e Nuova Zelanda.
Furono previsti tre test match totali tra la seconda e la terza settimana del mese di giugno, in ordine: una serie di due incontri con la nazionale australiana ed una partita contro la nazionale neozelandese.
Il gruppo azzurro partì il 3 giugno da Roma con destinazione la città di Melbourne; tra i convocati spiccò il nome di Craig Gower, rugbista australiano in forza al Bayonne e selezionabile per l'Italia grazie al nonno originario di Gubbio. Tra i cambi dell'ultimo minuto, l'infortunato Pavan (rottura del legamento crociato anteriore) venne sostituito da Sgarbi.
Il 9 giugno l'Italia volò da Melbourne a Canberra, sede del primo match in programma il 13 dello stesso mese. I Wallabies si presentarono con una formazione analoga al XV che superò i Barbarians nella sfida precedente, con le novità del diciottenne James O'Connor ad estremo e Mumm come flanker. Il CT Nick Mallett schierò un'Italia con quattro esordienti: i titolari Gower e Geldenhuys, due dei sette giocatori italiani di formazione straniera, e Derbyshire e Tebaldi subentrati dalla panchina. L'incontro, disputato di fronte a 22468 spettatori, vide gli Azzurri uscire sconfitti per 8-31: gli australiani marcarono cinque mete, tre delle quali segnate da un giovanissimo O'Connor alla prima da titolare, mentre gli italiani andarono in meta grazie ad una giocata tra il regista Gower e l'ala Robertson, che portò quest'ultimo oltre la linea al secondo minuto della ripresa.
Il 14 giugno la nazionale italiana fece ritorno a Melbourne per il secondo test con l'Australia. I Wallabies operarono dei cambi nel XV titolare: assenti Mortlock, Giteau e Mitchell e prima linea completamente rivista. Anche la formazione azzurra mutò, furono dieci i cambi di Mallett per la seconda sfida con l'esordio assoluto di Simone Favaro in terza linea. Nella seconda gara dell'Etihad Stadium, la nazionale azzurra perse con pressoché il medesimo scarto (8-31 il primo, 12-34 il secondo); giunsero buone indicazioni sia dalla mischia sia dalla touche, con gli australiani spesso a segno con il gioco al largo di fronte ad una difesa imprecisa nel riposizionamento. Sempre cinque le mete messe a segno dagli avversari; per gli Azzurri quattro calci di punizione di McLean.
Dopo la breve serie in Australia, la nazionale italiana giunse a Christchurch, in Nuova Zelanda, orfana degli infortunati Canavosio ed Agüero. Gli All Blacks fecero sette cambi rispetto al XV che aveva affrontato la Francia in precedenza, con diversi esordienti nei 22 convocati. Poche novità invece per gli Azzurri, con McLean, Gower e il capitano Parisse sempre titolari nei tre test oceanici. Nonostante le attese, il 27 giugno all'AMI Stadium, l'Italia disputò un match senza sfigurare con una buona prestazione del reparto delle terze linee e della mediana. I Kiwis marcarono tre mete per il risultato finale di 27-6, punteggio che portò il tecnico azzurro Nick Mallett ad esultare insieme allo staff tecnico nonostante si trattasse di una sconfitta. Fu il miglior risultato di sempre, fino ad allora, contro la Nuova Zelanda dopo il 21-31 alla Coppa del Mondo di rugby 1991 (a Milano, nel novembre successivo, gli All Blacks vinsero 20-6 davanti ad 80000 spettatori); la prova neozelandese fu giudicata non convincente, mentre invece agli italiani fu riconosciuto il merito di avere ben contenuto i propri avversari.

## Risultati
| Arbitro: | Romain Poite |

|                                               |      |               |
| O’Connor 4’, 29’, 59’ Giteau 32’ Mortlock 48’ | mt   | 42’ Robertson |
| Giteau 32’, 48’, 59’                          | tr   |               |
|                                               | c.p. | 40’ McLean    |

| Arbitro: | Dave Pearson |

|                                                            |      |                          |
| Polota-Nau 10’ Cross 25’ Ashley-Cooper 38’, 75’ Turner 69’ | mt   |                          |
| O’Connor 25’, 70’ Barnes 76’                               | tr   |                          |
| O’Connor 23’                                               | c.p. | 2’, 30’, 45’, 62’ McLean |

| Arbitro: | George Clancy |

|                            |      |                 |
| Rokocoko 23’ Ross 55’, 67’ | mt   |                 |
| McAlister 23’, 55’, 67’    | tr   |                 |
| McAlister 8’, 27’          | c.p. | 32’, 54’ McLean |